# Zephyrarchaea
Genre
Zephyrarchaea est un genre d'araignées aranéomorphes de la famille des Archaeidae.

## Distribution
Les espèces de ce genre sont endémiques d'Australie. Elles se rencontrent en Australie-Occidentale, au Victoria et en Australie-Méridionale.

## Liste des espèces
Selon World Spider Catalog (version 15.5, 4/11/2014) :
- Zephyrarchaea austini Rix & Harvey, 2012
- Zephyrarchaea barrettae Rix & Harvey, 2012
- Zephyrarchaea grayi Rix & Harvey, 2012
- Zephyrarchaea janineae Rix & Harvey, 2012
- Zephyrarchaea mainae (Platnick, 1991)
- Zephyrarchaea marae Rix & Harvey, 2012
- Zephyrarchaea marki Rix & Harvey, 2012
- Zephyrarchaea melindae Rix & Harvey, 2012
- Zephyrarchaea porchi Rix & Harvey, 2012
- Zephyrarchaea robinsi (Harvey, 2002)
- Zephyrarchaea vichickmani Rix & Harvey, 2012

## Publication originale
- Rix & Harvey, 2012 : Australian assassins, part II: A review of the new assassin spider genus Zephyrarchaea (Araneae, Archaeidae) from southern Australia. ZooKeys, no 191, p. 1-62 (texte intégral).